# Сем Дресден
Сем Дресден (нід. Sem Dresden; 29 квітня 1881, Амстердам — 30 липня 1957, Гаага) — нідерландський композитор, педагог і музично-громадський діяч.
Навчався композиції y Б. Зверса в Амстердамі, Ганца Еріха Пфіцнера у Берліні та інших. Працював хоровим диригентом; у 1914 році заснував товариство «Мадригал», концерти якого здобули загальноєвропейську популярність. З 1919 року — професор композиції, у 1924—37 роках — директор Амстердамської консерваторії, у 1937—41 і 1945—49 роках — Гаазької, де здійснив реформу музичної освіти (ввів посилене вивчення григоріанського співу і плейнсонга).
Голова нідерландського Союзу композиторів. Виступав як музичний критик, автор і редактор робіт з теорії та історії музики. B композиторській творчості найзначніші вокально-симфонічні твори.
Твори
- опера «Франсуа Війон» (Amst., 1958);
- оперета — «Тото» (1945);
- для солістів, хору і оркестру — ораторія «Святий Антоній» (1953, 2-а ред. —1955), кантати, псалми;
- концерти з оркестром для різних інструментів;
- камерно-інструментальні ансамблі;
- сонати для різних інструментів;
- твори для фортепіано, органа;
- хори — «Трагічний» (Chorus tragicus, за Вонделом, 1929), «Симфонічний» (Chorus symphonicus, на тексти 4 псалмів, 1933—44), «Саул і Давид» (за Рембрандтом, 1956);
- вокалізи з камерним оркестром (1935);
- пісні та інші.

Літературні твори
- Het Muziekleven in Nederland sinds 1880, Amst., 1923;
- Algemene muziekleer, Groningen, 1931, 1956;
- Het Amsterdams conservatorie. 1884—1934, (s. l., s. a.);
- Stromingen en tegenstromingen in de muziek, Haarlem, 1953.